# شوراب محمودوند (مقاطعة دورة)
شوراب محمودوند (بالفارسية: شوراب محمودوند) هي قرية تقع في Shurab Rural District في إيران. يقدر عدد سكانها بـ 341 نسمة بحسب إحصاء 2016.